# Храм Апостолов Петра и Павла (Новопетровское)
Храм апостолов Петра и Павла — православный храм Истринского благочиния Московской епархии, расположенный в селе Новопетровское Истринского района Московской области.

## История
Первое упоминание о храме апостолов Петра и Павла относится к началу XVI-го века. В 1468—1493 гг. селом Петровское владел известный русский князь, боярин и полководец Даниил Дмитриевич Холмский. В 1511 году его вдова княгиня Василиса отдала село Петровское вместе с находящейся в нём церковью Троице-Сергиеву монастырю. В те времена храм назывался «церковью Поклонения честных вериг Святого апостола Петра». Под тем же названием храм упоминается и в конце XVI-го века в «Писцовых книгах Московского государства». Там же указывалось, что церковь Поклонения честных вериг Святого апостола Петра принадлежала Троице-Сергиеву монастырю, давалось описание её внутреннего убранства и церковного двора «…во дворе поп, во дворе пономарь, во дворе проскурница, да три кельи, а в них живут нищие, питаютца о[т] церкви Божии».
В начале XVII-го века в Смутное время село Петровское было разорено, а храм уничтожен. После Смуты село медленно возрождалось; первое же упоминание храма после этого периода относится к 1626—1627 гг..
В 1697 году была построена новая деревянная церковь. 2 марта 1697 года был выдан антиминс на освящение церкви. Вероятно, эта церковь сгорела, так как в 1737 году по Указу из Синодального Дворцового Приказа «в Можайском уезде, в Петровской волости новопостроенную церковь Верховных Апостол Петра и Павла, которая построена на пустовой церковной Петропавловской земле, которая писана в Патриаршем Дворцовом Приказе … освятить, на попа с причетники дани положить…да с приходских с дву помещиковых, с десяти дворов крестьянских».
В 1830 году крестьяне сельца Петровское через своего поверенного Капитона Меркулова обратились в Московскую Духовную Консисторию с прошением о постройке на месте обветшавшей уже деревянной церкви новой каменной церкви на собственные деньги прихожан окрестных сёл и деревень («на собственный кошт») с тем же названием и с пределами Живоначальной Троицы, Св. Апостол Петра и Павла и Успения Пресвятой Богородицы. Разрешение на строительство каменного храма в конце концов было получено в 1834 году.

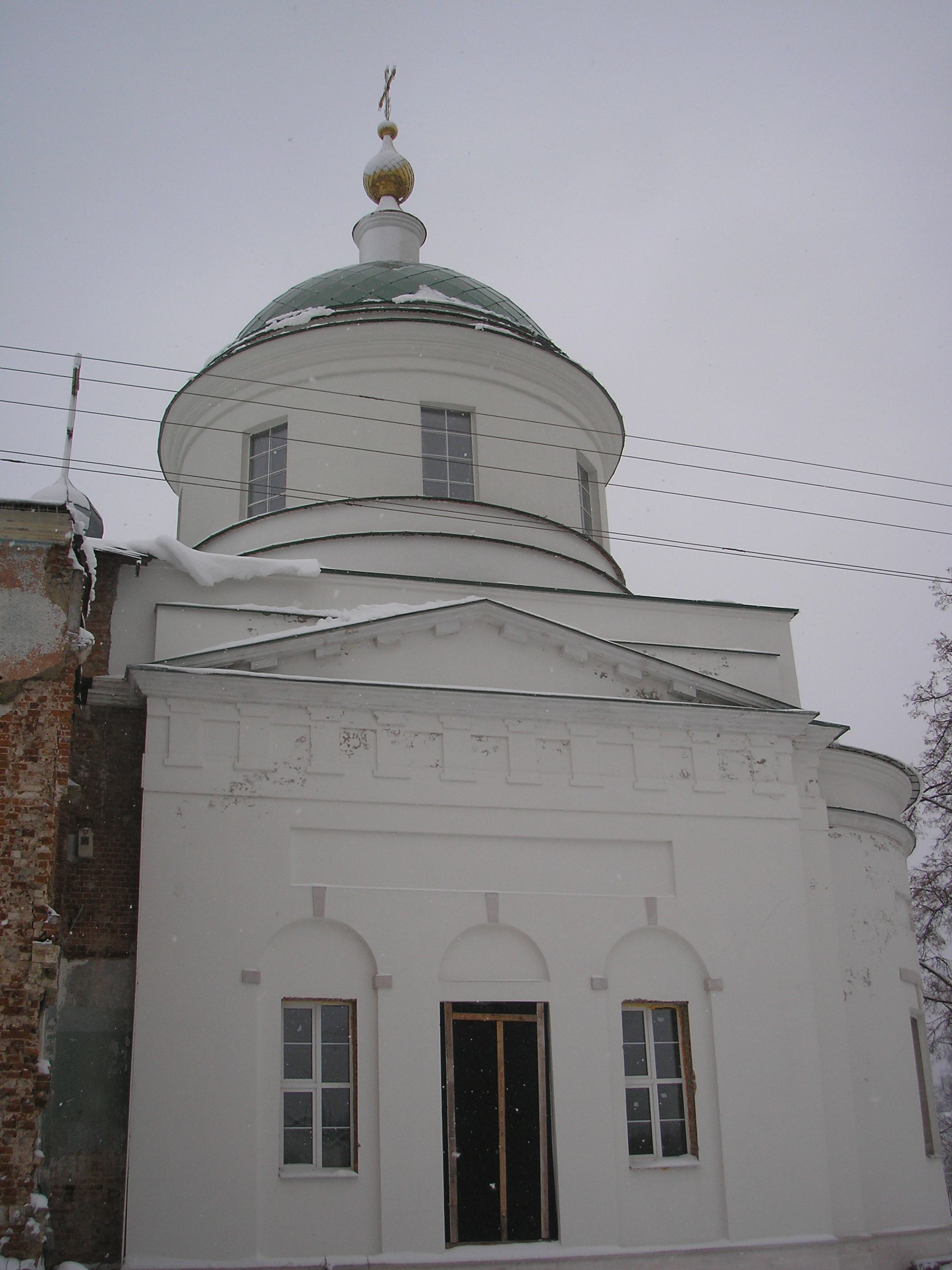

Каменная церковь строилась с 1834 по 1843 год на средства прихожан, в последующие годы храм неоднократно перестраивался и благоустраивался.
13 июня 1844 года «во вновь устроенный при церкви придельный храм во имя Первоверховных Апостол Петра и Павла выдать священный антиминс под росписку священника оной церкви Григория Алексеева». В «Клировой ведомости» за 1846 год приводятся сведения о церкви: «Построена 1843 г. тщанием прихожан. Зданием каменная с таковою же колокольнею. Престолов в ней предположено три, из коих один — в трапезе, во имя Первоверховных Апостол Петра и Павла освящён. Прочие два ещё не устроены». В июне 1847 года был освящён главный храм.
При Петро-Павловской церкви существовало сельское приходское училище, основанное в 1862 году. Его наставником был благочинный, священник Петропавловской церкви Григорий Алексеевич Потакин.
Проходившее в 1922 году повсеместное в советской России изъятие церковных ценностей не миновало Петро-Павловскую церковь. У неё были изъяты «резной церковной утвари серебряной и одна парчевая риза с иконы с жемчугом чистого веса пуда семнадцать фунтов серебра».
В конце 1933 церковь была закрыта и перестроена под кинотеатр. В качестве кинотеатра здание храма использовалось до начала 90-х годов. В 1992 году оно было передано Православной Церкви.
В настоящее время, после проведения восстановительных работ, богослужения совершаются регулярно.

## Адрес
143570, Московская обл., Истринский р-он, с. Новопетровское. Телефон: (49631) 7-21-31.